# 胆振東部消防組合
胆振東部消防組合（いぶりとうぶしょうぼうくみあい）は、北海道勇払郡厚真町、安平町、むかわ町の3町で構成する一部事務組合（消防組合）。厚真町に消防本部を置く。

## 概要

### 所在地
消防本部・消防署・厚真支署
〒059-1604 北海道勇払郡厚真町錦町47-2
上厚真分遣所
〒059-1741 北海道勇払郡厚真町字上厚真244-11
安平支署
〒059-1501 北海道勇払郡安平町早来大町141-3
追分出張所
〒059-1911 北海道勇払郡安平町追分本町6丁目54
鵡川支署
〒054-0031 北海道勇払郡むかわ町青葉1丁目73
穂別支署
〒054-0211 北海道勇払郡むかわ町穂別29-5

### 管内の概要
- 管内人口 : 20,688人
  - 厚真町 - 4,596人
  - 安平町 - 7,966人
  - むかわ町 - 8,126人

2018年（平成30年）12月31日現在
- 管内世帯数 : 10,491世帯
  - 厚真町 - 2,149世帯
  - 安平町 - 4,159世帯
  - むかわ町 - 4,183世帯

2018年（平成30年）12月31日現在
- 管内面積 : 1353.13 km2
  - 厚真町 - 404.61 km2
  - 安平町 - 237.16 km2
  - むかわ町 - 711.36 km2

2018年（平成30年）10月1日現在

## 沿革
- 1971年（昭和46年）7月1日 - 胆振東部消防組合が発足する。
- 1991年（平成3年）4月1日 - 北海道広域消防相互応援協定が施行される。

## 組織
- 消防長
  - 総務課
    - 総務係

  - 企画管理課
    - 企画管理係

  - 防災課
    - 防災係
    - 予防係

  - 消防署
    - 警防係
    - 予防係
    - 支署（安平・厚真・鵡川・穂別）
      - 庶務係
      - 予防1係
      - 予防2係
      - 警防1係
      - 警防2係
      - 追分出張所
        - 庶務係
        - 予防1係
        - 予防2係
        - 警防1係
        - 警防2係

      - 上厚真分遣所
        - 予防係
        - 警防係